# Llotja d'Ares del Maestrat
L'Ajuntament d'Ares de Maestrat, també conegut com la Llotja o els Perxes, és un edifici d'arcades gòtiques i elements mudèjars, datat del segle xiii, situat al centre del municipi d'Ares del Maestrat, a la comarca de l'Alt Maestrat. Està catalogat com a Bé Immoble de Rellevància Local, segons consta a la Direcció General del Patrimoni Cultural de la Generalitat Valenciana. L'edifici ha estat estudiat per l'arquitecte Enric Llop, que considera que la Llotja va ser construïda entre 1295 i 1318. Segons aquest autor, la Llotja es va construir sobre un fortí àrab destruït en 1232 pels cristians. Per la seva banda, la sala es considera obra posterior, iniciada el 1318, edificant-se una Sala Capitular de l'Orde del Temple i que després va passar a mans de l'Orde de Montesa. Després del pas de successius conflictes bèl·lics, la Llotja va ser reconstruïda i es va transformar en l'Ajuntament en 1786. És en aquest moment en què s'obre el buit que uneix l'edifici amb la Plaça de l'Església, a través d'un arc de mig punt fet a la muralla.
La Llotja tenia planta rectangular, amb annex de volta. Es va construir utilitzant com a mur de càrrega la mateixa muralla, i es va completar amb arcs ogivals en dues direccions, traçats sense impostar, amb els seus centres a terra. Per la seva banda, el forjat és una armadura de fusta, que es recolza sobre els arcs i entrebigat de rajola ceràmica, canviant la direcció de les bigues d'una crugia a una altra.
Presenta també una planta superior, de menor dimensió amb finestres bífores, a la qual s'accedeix des d'una altra sala que pertany a l'ampliació posterior de l'Ajuntament, que actualment s'ubica a l'esmentada Llotja.
Es té constància de la celebració durant l'edat mitjana d'un mercat setmanal que utilitzava les places Major i de l'Església, així com la Llotja. Al segle xix es va instal·lar-hi una carnisseria de la qual encara s'observen algunes restes (una argolla de la qual penjaven els caps de bestiar per ser pesants).